# Жумабаев, Абильмажин Жумабаевич
Абильмажин Жумабаевич Жумабаев (каз. Әбілмәжін Жұмабаев; 22 марта 1929, аул Шаган Теренозекский район, Кызылординская область, Казакская АССР — 28 марта 2013, Алматы, Казахстан) — советский казахский журналист, писатель и переводчик, редактор.

## Биография
В 1950 году окончил филологический факультет Казахского государственного университета им. С. М. Кирова. Творческий путь Жумабаев начал в 1950 году литературным сотрудником в газете «Социалиста Қазақстан» (ныне «Егемен Қазақстан»). Позже занимал должности заведующего отделом, ответственного секретаря этой газеты (1960—1963), заместителя главного редактора журнала «Жүлдыз» (1963). В 1964—1970 годах заведующий сектором ЦК Компартии Казахстана, директор издательства «Жазушы» (1971—1984) и книжной палаты (1984—1989). В 1971—1997 годах заместитель главного редактора, заведующий отделом в международныз газете «Заман—Қазақстан», «Түркістан».
Опубликовал книги «Алыптың адымы» (1960), «Қарағанды оттары» (1961), «Менің Қазақстаным» (совместно с А. Нуршаиховым и С. Бакбергеновым). В книге «Кездесу күнделігі» вошли воспоминания и переводы последних лет (1999).
Перевёл на казахский язык произведения зарубежных классиков: рассказы и повести Л. Толстого, И. Тургенева, М. Горького, К. Паустовского, Дж. Лондона, Ж. Сименона, сборник «Рассказы арабских писателей» (1969); «Всадник без головы» (1972) М. Рида, «Алые паруса» (1976) А. Грина, «Три мушкетёра» (1979), «Граф Монте Кристо» (1983) А. Дюма, «Прощание с Матерой» (1983) B. Распутина, «Поиски вымышленного царства» (1992), «Древниетюрки» (1994), «Хунны» (1998) Л. Гумилёва и другие.
Умер 28 марта 2013 года в Алматы.

## Награды
- Орден «Знак Почёта»[1]
- Медаль «За освоение целинных и залежных земель»[1]